# Svetlana Kriveljova
Svetlana Vladimirovna Kriveljova (rusko Светлана Владимировна Кривелёва), ruska atletinja, * 13. junij 1969, Brjansk, Sovjetska zveza.
Nastopila je na poletnih olimpijskih igrah v letih 1992, 1996, 2000 in 2004, leta 1992 je osvojila naslov olimpijske prvakinje v suvanju krogle, leta 2004 pa bronasto, ki ji je bila leta 2013 odvzeta zaradi dopinga. Na svetovnih prvenstvih je osvojila zlato, srebrno in dve bronasti medalji, na svetovnih dvoranskih prvenstvih tri zlate in bronasto medaljo, na evropskih prvenstvih pa eno bronasto medaljo. 